# Moreni
Moreni je město, které leží v župě Dâmbovița v regionu Munténie v Rumunsku. Žije zde 15 472 obyvatel (podle sčítání lidu z roku 2021). Město se nachází ve východní části okresu, na hranici s okresem Prahova. Leží 22 kilometrů východně od správního města Târgoviște a asi 100 kilometrů severozápadně od Bukurešti.

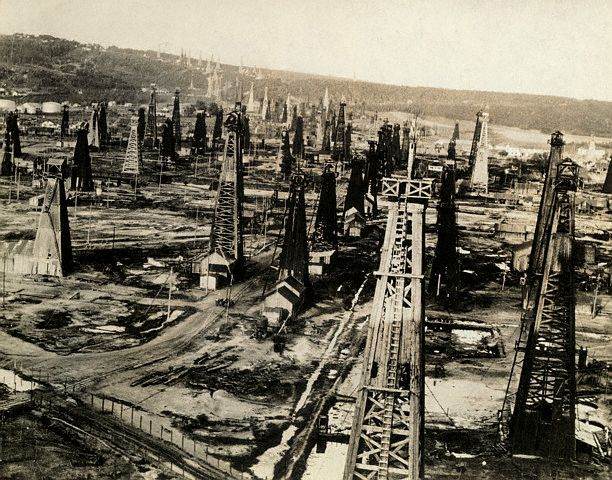
Ropná pole v Moreni ve 20. letech 20. století

## Historie
V roce 1861 se město stalo prvním místem v Rumunsku (a zároveň třetím na světě), kde se začala těžila ropa.
Místní úřady nedávno vybudovaly průmyslový park, aby podpořily investice v této lokalitě.

## Rodáci
- Gheorghe Barbu
- Constantin Herold
- Andrei Ivan
- Ralph S. Locher
- George Mihăiță
- Ștefan Niculescu
- Gabriel Paraschiv
- Ovidiu Schumacher
- Ionuț Zaharia